# Берцо Инфериоре
Берцо Инфериоре (итал. Berzo Inferiore) је насеље у Италији у округу Бреша, региону Ломбардија.
Према процени из 2011. у насељу је живело 2418 становника. Насеље се налази на надморској висини од 344 м.

## Становништво
| 1931. | 1936. | 1951. | 1961. | 1971. | 1981. | 1991. | 2001. | 2011. |
| ----- | ----- | ----- | ----- | ----- | ----- | ----- | ----- | ----- |
| 955   | 1.028 | 1.359 | 1.420 | 1.581 | 1.770 | 1.993 | 2.206 | 2.456 |